# Associazione Calcio Cesena 1984-1985
Questa pagina raccoglie le informazioni riguardanti l'Associazione Calcio Cesena nelle competizioni ufficiali della stagione 1984-1985.

## Stagione
Nella stagione 1984-1985 il Cesena ha disputato il campionato cadetto, raccogliendo 36 punti ha ottenuto il nono posto. Allenato da Adriano Buffoni ha disputato un torneo tranquillo, senza acuti positivi o negativi, con 17 punti raccolti nel girone di andata e 19 punti messi insieme nel girone di ritorno. Sono salite nella massima serie il Pisa, il Lecce ed il Bari, sono retrocesse il Padova con gli stessi punti del Cesena, ma per un illecito sportivo, il Varese, il Parma ed il Taranto. I migliori marcatori stagionali della squadra bianconera sono stati Roberto Russo che ha realizzato 7 reti in campionato, e Vittorio Cozzella con 2 reti in Coppa Italia e 5 in campionato.
Nella Coppa Italia il Cesena ha giocato prima del campionato il quarto girone di qualificazione, che ha promosso agli ottavi di finale il Torino e l'Empoli.

## Divise e sponsor
Lo sponsor tecnico per la stagione 1984-1985 fu adidas, mentre lo sponsor ufficiale F.lli Dieci.
| Casa | Trasferta |

## Rosa
| N. |                   | Ruolo | Calciatore           |
| -- | ----------------- | ----- | -------------------- |
|    | Italia (bandiera) | A     | Massimo Agostini     |
|    | Italia (bandiera) | C     | Giuseppe Angelini    |
|    | Italia (bandiera) | D     | Daniele Arrigoni     |
|    | Italia (bandiera) | C     | Roberto Barozzi      |
|    | Italia (bandiera) | D     | Giampiero Ceccarelli |
|    | Italia (bandiera) | D     | Daniele Conti        |
|    | Italia (bandiera) | C     | Rocco Cotroneo       |
|    | Italia (bandiera) | A     | Vittorio Cozzella    |
|    | Italia (bandiera) | D     | Roberto Cravero      |
|    | Italia (bandiera) | D     | Agatino Cuttone      |
|    | Italia (bandiera) | P     | Stefano Dadina       |

| N. |                   | Ruolo | Calciatore             |
| -- | ----------------- | ----- | ---------------------- |
|    | Italia (bandiera) | C     | Augusto Gabriele       |
|    | Italia (bandiera) | C     | Antonio Genzano        |
|    | Italia (bandiera) | C     | Gianluca Leoni         |
|    | Italia (bandiera) | A     | Massimiliano Menegatti |
|    | Italia (bandiera) | P     | Michelangelo Rampulla  |
|    | Italia (bandiera) | A     | Roberto Russo          |
|    | Italia (bandiera) | C     | Patrizio Sala          |
|    | Italia (bandiera) | C     | Dario Sanguin          |
|    | Italia (bandiera) | D     | Luciano Spinosi        |
|    | Italia (bandiera) | D     | Domenico Stallone      |

## Calciomercato
| Acquisti         | Acquisti          | Acquisti  | Acquisti   |
| R.               | Nome              | da        | Modalità   |
| ---------------- | ----------------- | --------- | ---------- |
| A                | Vittorio Cozzella | Pescara   | definitivo |
| A                | Patrizio Sala     | Pisa      | definitivo |
| A                | Roberto Russo     | Pistoiese | definitivo |
| A                | Luciano Spinosi   | Milan     | definitivo |
| A                | Rocco Cotroneo    | Pescara   | definitivo |
| Altre operazioni |                   |           |            |
| R.               | Nome              | da        | Modalità   |
| D                | Stefano Dadina    | Forlì     | definitivo |
| D                | Enzo Concina      | Ravenna   | definitivo |

| Cessioni         | Cessioni           | Cessioni  | Cessioni      |
| R.               | Nome               | a         | Modalità      |
| ---------------- | ------------------ | --------- | ------------- |
| P                | Sebastiano Rossi   | Empoli    | prestito      |
| P                | Daniele Arrigoni   | Ancona    | definitivo    |
| P                | Giovanni Mei       | Cremonese | definitivo    |
| P                | Adriano Piraccini  | Bari      | definitivo    |
| P                | Ruben Buriani      | Roma      | definitivo    |
| P                | Oliviero Garlini   | Lazio     | definitivo    |
| Altre operazioni |                    |           |               |
| R.               | Nome               | a         | Modalità      |
| D                | Fabio Cucchi       | Ancona    | definitivo    |
| D                | Marco Nappi        | Ravenna   | definitivo    |
| D                | Alessandro Bonesso | Taranto   | definitivo    |
| D                | Domenico Stallone  | Mantova   | definitivo    |
| D                | Roberto Cravero    | Torino    | fine prestito |

## Risultati

### Campionato

#### Girone di andata
| Arbitro: | Coppetelli (Tivoli) |

|             |           |                        |
| Sanguin 29’ | Marcatori | 18’ Tovalieri 27’ Neri |

| Arbitro: | Frigerio (Milano) |

|  |           |           |
|  | Marcatori | 19’ Russo |

| Arbitro: | Bianciardi (Siena) |

|           |           |              |
| Russo 16’ | Marcatori | 79’ Pedrinho |

| Arbitro: | Casarin (Milano) |

|              |           |  |
| Paciocco 32’ | Marcatori |  |

| Arbitro: | Frigerio (Milano) |

|              |           |             |
| Gabriele 54’ | Marcatori | 82’ Roselli |

| Campobasso 21 ottobre 1984 6ª giornata | Campobasso        | 0 – 0 referto | Cesena | Stadio Giovanni Romagnoli\| Arbitro: \| Tuveri (Cagliari) \| |
| Arbitro:                               | Tuveri (Cagliari) |               |        |                                                              |

| Arbitro: | Pellicanò (Reggio Calabria) |

|          |           |             |
| Sala 49’ | Marcatori | 23’ Cinello |

| Arbitro: | Frigerio (Milano) |

|                  |           |                       |
| Fiorini 29’, 33’ | Marcatori | 57’ (rig.), 78’ Russo |

| Arbitro: | Da Pozzo (Monza) |

|              |           |  |
| Agostini 37’ | Marcatori |  |

| Perugia 18 novembre 1984 10ª giornata | Perugia             | 0 – 0 referto | Cesena | Stadio Renato Curi\| Arbitro: \| Lamorgese (Potenza) \| |
| Arbitro:                              | Lamorgese (Potenza) |               |        |                                                         |

| Arbitro: | Testa (Prato) |

|                           |           |  |
| Gabriele 46’ Agostini 55’ | Marcatori |  |

| Arbitro: | Bergamo (Livorno) |

|               |           |  |
| Borgonovo 78’ | Marcatori |  |

| Arbitro: | Magni (Bergamo) |

|                                            |           |                        |
| Russo 3’ Leoni 6’ Cravero 52’ Gabriele 77’ | Marcatori | 33’, 89’ (rig.) Traini |

| Cesena 16 dicembre 1984 14ª giornata | Cesena             | 0 – 0 referto | Varese | Stadio La Fiorita\| Arbitro: \| Bianciardi (Siena) \| |
| Arbitro:                             | Bianciardi (Siena) |               |        |                                                       |

| Arbitro: | Pellicanò (Reggio Calabria) |

|           |           |  |
| Caneo 35’ | Marcatori |  |

| Arbitro: | Longhi (Roma) |

|                               |           |              |
| Bergossi 33’ A. Piraccini 74’ | Marcatori | 68’ Cozzella |

| Arbitro: | Vecchiatini (Bologna) |

|  |           |         |
|  | Marcatori | 5’ Ambu |

| Arbitro: | Ongaro (Rovigo) |

|             |           |           |
| Damiani 64’ | Marcatori | 42’ Russo |

| Cesena 27 gennaio 1985 19ª giornata | Cesena            | 0 – 0 referto | Bologna | Stadio La Fiorita\| Arbitro: \| Tuveri (Cagliari) \| |
| Arbitro:                            | Tuveri (Cagliari) |               |         |                                                      |

#### Girone di ritorno
| Arbitro: | Bruschini (Firenze) |

|             |           |              |
| Bonesso 23’ | Marcatori | 44’ Cozzella |

| Arbitro: | Ongaro (Rovigo) |

|              |           |           |
| Cozzella 90’ | Marcatori | 20’ Uribe |

| Arbitro: | Gabbrielli (Prato) |

|                                   |           |                          |
| Giovannelli 27’ Borghi 32’ (rig.) | Marcatori | 11’ Angelini 38’ Cravero |

| Cesena 3 marzo 1985 23ª giornata | Cesena           | 0 – 0 referto | Lecce | Stadio La Fiorita\| Arbitro: \| Lanese (Messina) \| |
| Arbitro:                         | Lanese (Messina) |               |       |                                                     |

| Arbitro: | Pirandola (Lecce) |

|                                           |           |  |
| G. Tacchi 40’ De Martino 45’ Vagheggi 90’ | Marcatori |  |

| Arbitro: | Redini (Pisa) |

|                                      |           |  |
| Cozzella 2’, 27’ Anzivino 76’ (aut.) | Marcatori |  |

| Empoli 24 marzo 1985 26ª giornata | Empoli          | 0 – 0 referto | Cesena | Stadio Carlo Castellani\| Arbitro: \| Ongaro (Rovigo) \| |
| Arbitro:                          | Ongaro (Rovigo) |               |        |                                                          |

| Arbitro: | Pirandola (Lecce) |

|                                     |           |            |
| Agostini 8’ Barozzi 57’ Sanguin 90’ | Marcatori | 77’ Peters |

| Arbitro: | Testa (Prato) |

|                               |           |             |
| Pradella 2’ Fasolo 75’ (rig.) | Marcatori | 64’ Cravero |

| Arbitro: | Magni (Bergamo) |

|                           |           |                           |
| Agostini 49’ Angelini 71’ | Marcatori | 56’ Allievi 70’ Gibellini |

| Arbitro: | Sguizzato (Verona) |

|             |           |  |
| Braghin 64’ | Marcatori |  |

| Arbitro: | Testa (Prato) |

|             |           |  |
| Sanguin 67’ | Marcatori |  |

| Arbitro: | Frigerio (Milano) |

|  |           |             |
|  | Marcatori | 30’ Sanguin |

| Varese 12 maggio 1985 33ª giornata | Varese            | 0 – 0 | Cesena | Stadio Franco Ossola\| Arbitro: \| Tuveri (Cagliari) \| |
| Arbitro:                           | Tuveri (Cagliari) |       |        |                                                         |

| Arbitro: | Esposito (Torre del Greco) |

|                           |           |                         |
| Agostini 33’ Gabriele 36’ | Marcatori | 1’ Giovannelli 4’ Caneo |

| Arbitro: | Lo Bello (Siracusa) |

|  |           |                     |
|  | Marcatori | 8’, 75’ (rig.) Bivi |

| Arbitro: | Boschi (Parma) |

|           |           |  |
| Bolis 11’ | Marcatori |  |

| Arbitro: | Baldi (Roma) |

|                              |           |  |
| Farsoni 10’ (aut.) Russo 20’ | Marcatori |  |

| Bologna 16 giugno 1985 38ª giornata | Bologna           | 0 – 0 | Cesena | Stadio Renato Dall'Ara\| Arbitro: \| Gabrielli (Prato) \| |
| Arbitro:                            | Gabrielli (Prato) |       |        |                                                           |

### Coppa Italia

#### Quarto girone
| Cesena 22 agosto 1984 1ª giornata | Cesena        | 0 – 0 referto | Torino | Stadio La Fiorita\| Arbitro: \| Redini (Pisa) \| |
| Arbitro:                          | Redini (Pisa) |               |        |                                                  |

| Arbitro: | Luci (Firenze) |

|  |           |                          |
|  | Marcatori | 7’ Gabriele 76’ Arrigoni |

| Arbitro: | Coppetelli (Tivoli) |

|                   |           |                        |
| Gelain 63’ (aut.) | Marcatori | 19’ Piccioni 62’ Boito |

| Arbitro: | Da Pozzo (Monza) |

|                   |           |              |
| Baggio 90’ (aut.) | Marcatori | 23’ Cozzella |

| Arbitro: | Lombardo (Marsala) |

|                     |           |                            |
| Cozzella 60’ (rig.) | Marcatori | 5’ Bonomi 47’ Della Monica |

## Statistiche

### Statistiche di squadra
| Competizione | Punti | In casa | In casa | In casa | In casa | In casa | In casa | In trasferta | In trasferta | In trasferta | In trasferta | In trasferta | In trasferta | Totale | Totale | Totale | Totale | Totale | Totale | DR |
| Competizione | Punti | G       | V       | N       | P       | Gf      | Gs      | G            | V            | N            | P            | Gf           | Gs           | G      | V      | N      | P      | Gf     | Gs     | DR |
| ------------ | ----- | ------- | ------- | ------- | ------- | ------- | ------- | ------------ | ------------ | ------------ | ------------ | ------------ | ------------ | ------ | ------ | ------ | ------ | ------ | ------ | -- |
| Serie B      | 36    | 19      | 7       | 9       | 3       | 25      | 16      | 19           | 2            | 9            | 8            | 10           | 18           | 38     | 9      | 18     | 11     | 35     | 34     | +1 |
| Coppa Italia | 4     | 3       | 0       | 1       | 2       | 2       | 4       | 2            | 1            | 1            | 0            | 3            | 1            | 5      | 1      | 2      | 2      | 5      | 5      | 0  |
| Totale       | 40    | 22      | 7       | 10      | 5       | 27      | 20      | 21           | 3            | 10           | 8            | 13           | 19           | 43     | 10     | 20     | 13     | 40     | 39     | +1 |

### Statistiche dei giocatori
| Giocatore     | Serie B  | Serie B | Serie B     | Serie B    | Coppa Italia | Coppa Italia | Coppa Italia | Coppa Italia | Totale   | Totale | Totale      | Totale     |
| Giocatore     | Presenze | Reti    | Ammonizioni | Espulsioni | Presenze     | Reti         | Ammonizioni  | Espulsioni   | Presenze | Reti   | Ammonizioni | Espulsioni |
| ------------- | -------- | ------- | ----------- | ---------- | ------------ | ------------ | ------------ | ------------ | -------- | ------ | ----------- | ---------- |
| M. Agostini   | 31       | 5       | ?           | ?          | 4            | 0            | ?            | ?            | 35       | 5      | ?           | ?          |
| G. Angelini   | 26       | 2       | ?           | ?          | 2            | 0            | ?            | ?            | 28       | 2      | ?           | ?          |
| D. Arrigoni   | 5        | 0       | ?           | ?          | 5            | 1            | ?            | ?            | 10       | 1      | ?           | ?          |
| R. Barozzi    | 31       | 1       | ?           | ?          | 4            | 0            | ?            | ?            | 35       | 1      | ?           | ?          |
| G. Ceccarelli | 21       | 0       | ?           | ?          | 4            | 0            | ?            | ?            | 25       | 0      | ?           | ?          |
| D. Conti      | 12       | 0       | ?           | ?          | 0            | 0            | 0            | 0            | 12       | 0      | 0+          | 0+         |
| R. Cotroneo   | 22       | 0       | ?           | ?          | 0            | 0            | 0            | 0            | 22       | 0      | 0+          | 0+         |
| V. Cozzella   | 35       | 5       | ?           | ?          | 5            | 2            | ?            | ?            | 40       | 7      | ?           | ?          |
| R. Cravero    | 34       | 3       | ?           | ?          | 5            | 0            | ?            | ?            | 39       | 3      | ?           | ?          |
| A. Cuttone    | 36       | 0       | ?           | ?          | 4            | 0            | ?            | ?            | 40       | 0      | ?           | ?          |
| S. Dadina     | 4        | -6      | ?           | ?          | 0            | 0            | 0            | 0            | 4        | -6     | 0+          | 0+         |
| A. Gabriele   | 29       | 4       | ?           | ?          | 5            | 1            | ?            | ?            | 34       | 5      | ?           | ?          |
| A. Genzano    | 11       | 0       | ?           | ?          | 5            | 0            | ?            | ?            | 16       | 0      | ?           | ?          |
| G. Leoni      | 33       | 1       | ?           | ?          | 1            | 0            | ?            | ?            | 34       | 1      | ?           | ?          |
| M. Menegatti  | 1        | 0       | ?           | ?          | 0            | 0            | 0            | 0            | 1        | 0      | 0+          | 0+         |
| M. Rampulla   | 35       | -28     | ?           | ?          | 5            | -5           | ?            | ?            | 40       | -33    | ?           | ?          |
| R. Russo      | 33       | 7       | ?           | ?          | 5            | 0            | ?            | ?            | 38       | 7      | ?           | ?          |
| P. Sala       | 36       | 1       | ?           | ?          | 5            | 0            | ?            | ?            | 41       | 1      | ?           | ?          |
| D. Sanguin    | 36       | 1       | ?           | ?          | 5            | 0            | ?            | ?            | 41       | 1      | ?           | ?          |
| L. Spinosi    | 22       | 0       | ?           | ?          | 5            | 0            | ?            | ?            | 27       | 0      | ?           | ?          |
| D. Stallone   | 1        | 0       | ?           | ?          | 1            | 0            | ?            | ?            | 2        | 0      | ?           | ?          |